# Grupo Tordesillas
O Grupo Tordesillas ou Grupo Tordesilhas (em espanhol Grupo Tordesillas) é uma rede de universidades no Brasil, Portugal e Espanha, que visa promover a colaboração científica e educacional entre as universidades dos três países nos campos da ciência e tecnologia,.
O Grupo Tordesilhas foi criado em junho de 2000, durante a primeira reunião de reitores em Tordesilhas em comemoração aos 500 anos do descobrimento do Brasil,. O nome do grupo refere-se ao Tratado de Tordesilhas.

## Membros
O grupo é formado atualmente por 54 universidades, incluindo 24 brasileiras, 20 espanholas e 10 portuguesas :
 Brasil
- Universidade Federal do Rio Grande – FURG
- Universidade Federal de Pernambuco – UFPE
- Universidade Federal do Estado do Rio de Janeiro – UNIRIO
- Universidade Federal de Juiz de Fora – UFJF
- Universidade Presbiteriana Mackenzie – MACKENZIE
- Universidade Federal de Minas Gerais – UFMG
- Universidade Federal do Parana – UFPR
- Universidade Federal de São Carlos – UFSCAR
- Universidade Federal de Uberlândia – UFU
- Universidade de Brasília – UnB
- Universidade Federal do Mato Grosso – UFMT
- Universidade Federal Fluminense – UFF

- Universidade Federal de Goiás – UFG
- Universidade de São Paulo – USP
- Universidade Federal do Rio de Janeiro – UFRJ
- Universidade Federal do Rio Grande do Norte – UFRN
- Universidade Federal Rural do Rio de Janeiro – UFRRJ
- Universidade Federal de Ciências da Saúde de Porto Alegre – UFCSPA
- Universidade Federal da Grande Dourados – UFGD
- Instituto Tecnológico de Aeronáutica – ITA
- Universidade Federal dos Vales do Jequitinhonha e Mucuri – UFVJM
- Universidade Estadual de Paraíba – UEPB
- Universidade Federal de Lavras – UFLA
- Universidade Federal do Ceará – UFC

 Portugal
- Universidade de Lisboa – ULisboa
- Universidade de Coimbra – UC
- Universidade Nova de Lisboa – UNL
- Universidade do Porto – UP
- Universidade de Tras-Os-Montes E Alto Douro – UTAD
- Universidade de Aveiro – UA
- Instituto Universítário de Lisboa – ISCTE
- Universidade do Minho – UM
- Universidade do Algarve – UAlg
- Universidade da Beira Interior – UBI

 Espanha
- Universidade de Valladolid – UVA
- Universidade de Castela-Mancha – UCLM
- Universidade de Salamanca – USAL
- Universidade Politécnica de Madrid – UPM
- Universidade de Barcelona – UB
- Universidade Politécnica de Valencia – UPV
- Universidade de Sevilha – US
- Universidade de Oviedo – UNIOVI
- Universidade de La Laguna – ULL
- Universidade de León – ULE

- Universidade de Granada – UGR
- Universidade de la Rioja – UR
- Universidade Jaime I – UJI
- Universidade de Málaga – UMA
- Universidade de Cádis – UCA
- Universidade de Valencia – UV
- Universidade Carlos III de Madrid – UC3M
- Universidade de Las Palmas de Gran Canaria – ULPGC
- Universidade Miguel Hernández de Elche – UMH
- Universidade de Huelva – UHU